# 鈴衛佑規
鈴衛 佑規（すずえ ゆうき、1977年9月29日 - ）は、兵庫県伊丹市出身の元プロ野球選手（捕手）。現在は、阪神タイガースのブルペン捕手。

## 来歴・人物
伊丹市立天王寺川中学校で、田中総司（元ダイエー）とバッテリーを組み、全国ベスト4。
伊丹西高では3年夏の県大会で4番・エースとしてベスト16。
1995年のドラフト会議で広島東洋カープから6位指名で入団。
二軍では11年間で400試合以上出場したが、球団は西山秀二の後継としてこの時期のドラフト会議で多くの捕手を獲得していたためにライバルが多く、一軍では1999年に2度代走で出場したのみ。うち1試合では1イニングだがマスクもかぶった。
2005年、ウエスタン・リーグで.359という高打率を挙げたため6年ぶりに出場選手登録され、ネクストバッターズサークルに入ったこともあったが、結局は一軍で一度も打席に立つことはなかった。
2006年10月16日に戦力外通告を受け引退し、翌2007年はブルペン捕手に転身するが、同年オフに退団。
2008年は広島時代の同僚だった阪神タイガース・金本知憲のリハビリキャンプに同行。
2009年には阪神のブルペン捕手になった。
阪神甲子園球場で行われた2014年のオールスターゲーム第2戦では、セントラル・リーグの打撃練習の際に打撃捕手を務めた。

## 詳細情報

### 年度別打撃成績
| 年 度     | 球 団     | 試 合 | 打 席 | 打 数 | 得 点 | 安 打 | 二 塁 打 | 三 塁 打 | 本 塁 打 | 塁 打 | 打 点 | 盗 塁 | 盗 塁 死 | 犠 打 | 犠 飛 | 四 球 | 敬 遠 | 死 球 | 三 振 | 併 殺 打 | 打 率 | 出 塁 率 | 長 打 率 | O P S |
| --------- | --------- | ----- | ----- | ----- | ----- | ----- | -------- | -------- | -------- | ----- | ----- | ----- | -------- | ----- | ----- | ----- | ----- | ----- | ----- | -------- | ----- | -------- | -------- | ----- |
| 1999      | 広島      | 2     | 0     | 0     | 0     | 0     | 0        | 0        | 0        | 0     | 0     | 0     | 0        | 0     | 0     | 0     | 0     | 0     | 0     | 0        | ----  | ----     | ----     | ----  |
| 通算：1年 | 通算：1年 | 2     | 0     | 0     | 0     | 0     | 0        | 0        | 0        | 0     | 0     | 0     | 0        | 0     | 0     | 0     | 0     | 0     | 0     | 0        | ----  | ----     | ----     | ----  |

### 記録
- 初出場：1999年9月22日、対中日ドラゴンズ26回戦（ナゴヤドーム）、8回表に前田智徳の代走で出場

### 背番号
- 63 （1996年 - 2006年）
- 114 （2007年）
- 113 （2010年 - ）